# ヤスナ・マイストロビッチ
ヤスナ・マイストロヴィッチ（Jasna Majstorović、女性、1984年4月23日 - ）は、セルビアの元バレーボール選手。元セルビア代表。

## 来歴
2007年、セルビア代表に初選出される。同年のモントルーバレーマスターズにて代表デビューした。同年9月に行われた欧州選手権では銀メダルを獲得し、ワールドカップに出場した。
2010年のヨーロッパリーグで金メダルを獲得した。同年、日本で行われた世界選手権に出場した。

## 球歴
- 世界選手権 - 2010年（8位）
- ワールドカップ - 2007年（5位）
- 欧州選手権 - 2007年（2位）、2009年（7位）

## 所属クラブ
- Jedinstvo Užice（2000-2005年）
- VBCチューリッヒ（2005-2006年）
- Postar 064 Belgrade（2006-2009年）
- ベシクタシュ（2009-2010年）
- 2004 トミス・コンスタンツァ（2010-2011年）
- ラビタ・バクー（2011-2012年）
- 2004 トミス・コンスタンツァ（2012-2013年）
- CSM Bucureşti（2013-2016年）
- Pays d'Aix Venelles（2016-2019年）